# Will Barton
William Denard "Will" Barton (* 6. Januar 1991 in Baltimore, Maryland) ist ein US-amerikanischer Basketballspieler, der aktuell bei den Denver Nuggets in der NBA unter Vertrag steht.

## Karriere
Barton wurde im NBA Draft 2012 an 40. Stelle von den Portland Trail Blazers gewählt. Er verbrachte dort drei Jahre, wo er selten Spielzeit sah und zwischenzeitlich auch für das Farmteam der Blazers, den Idaho Stampede spielte, ehe er im Jahr 2015 im Rahmen eines fünf Spieler umfassenden Trades nach Denver geschickt wurde.
Bei den Nuggets gelang Barton der Durchbruch. Trotz seiner Rolle als Bankspieler, verdoppelt sich seine Einsatzzeit. In der Saison 2015–16 erzielte Barton, als Bankspieler, in 81 Spielen mit 14,4 Punkten, 5,8 Rebounds und 2,5 Assists, Karrierebestwerte. Bei der anschließenden Wahl zum NBA Sixth Man of the Year Award wurde er Vierter.

## Karriere-Statistiken

### NBA

#### Reguläre Saison
| Saison  | Team              | GP  | GS  | MPG  | FG % | 3P % | FT % | RPG | APG | SPG | BPG | PPG  |
| ------- | ----------------- | --- | --- | ---- | ---- | ---- | ---- | --- | --- | --- | --- | ---- |
| 2012–13 | Portland          | 73  | 5   | 12.2 | .382 | .138 | .769 | 2.0 | 0.8 | 0.5 | 0.1 | 4.0  |
| 2013–14 | Portland          | 41  | 0   | 9.4  | .417 | .303 | .813 | 1.8 | 0.8 | 0.2 | 0.2 | 4.0  |
| 2014–15 | Portland / Denver | 58  | 0   | 16.9 | .425 | .271 | .787 | 2.8 | 1.4 | 0.8 | 0.3 | 6.8  |
| 2015–16 | Denver            | 82  | 1   | 28.7 | .432 | .345 | .806 | 5.8 | 2.5 | 0.9 | 0.5 | 14.4 |
| 2016–17 | Denver            | 60  | 19  | 28.4 | .442 | .370 | .753 | 4.3 | 3.4 | .8  | .5  | 13.7 |
| 2017–18 | Denver            | 81  | 40  | 33.1 | .452 | .370 | .805 | 5.0 | 4.1 | 1.0 | 0.6 | 15.7 |
| 2018–19 | Denver            | 43  | 38  | 27.7 | .402 | .342 | .770 | 4.6 | 2.9 | 0.4 | 0.5 | 11.5 |
| 2019–20 | Denver            | 58  | 58  | 33.0 | .450 | .375 | .767 | 6.3 | 3.7 | 1.1 | 0.5 | 15.1 |
| 2020–21 | Denver            | 56  | 52  | 31.0 | .426 | .381 | .785 | 4.0 | 3.2 | 0.9 | 0.4 | 12.7 |
| 2021–22 | Denver            | 71  | 71  | 32.1 | .438 | .365 | .803 | 4.8 | 3.9 | 0.8 | 0.4 | 14.7 |
| Gesamt  | Gesamt            | 623 | 284 | 25.9 | .433 | .354 | .787 | 4.3 | 2.7 | 0.8 | 0.4 | 11.6 |

#### Play-offs
| Saison  | Team     | GP | GS | MPG  | FG % | 3P % | FT %  | RPG | APG | SPG | BPG | PPG  |
| ------- | -------- | -- | -- | ---- | ---- | ---- | ----- | --- | --- | --- | --- | ---- |
| 2013–14 | Portland | 7  | 0  | 11.6 | .500 | .545 | .833  | 1.7 | 0.4 | 0.1 | 0.3 | 6.4  |
| 2018–19 | Denver   | 14 | 3  | 23.4 | .348 | .273 | .692  | 4.8 | 1.7 | 0.3 | 0.6 | 9.1  |
| 2020–21 | Denver   | 3  | 1  | 27.7 | .442 | .333 | 1.000 | 4.3 | 2.7 | 0.7 | 0.3 | 16.3 |
| Gesamt  | Gesamt   | 24 | 4  | 20.5 | .392 | .322 | .750  | 3.8 | 1.5 | 0.3 | 0.5 | 9.2  |

## Belege
1. ↑  2012 NBA Draft: Blazers pick Lillard, Leonard, Barton
2. ↑  Arron Afflalo leads 5-player Trail Blazers-Nuggets trade
3. ↑  JAMAL CRAWFORD WINS THE 2015-16 KIA NBA SIXTH MAN AWARD. Abgerufen am 18. April 2021 (englisch).

| Personendaten    | Personendaten                                                |
| ---------------- | ------------------------------------------------------------ |
| NAME             | Barton, Will                                                 |
| ALTERNATIVNAMEN  | Barton, William; Barton, William Denard (vollständiger Name) |
| KURZBESCHREIBUNG | US-amerikanischer Basketballspieler                          |
| GEBURTSDATUM     | 6. Januar 1991                                               |
| GEBURTSORT       | Baltimore, Maryland, USA                                     |